# Arbetslivsmuseum

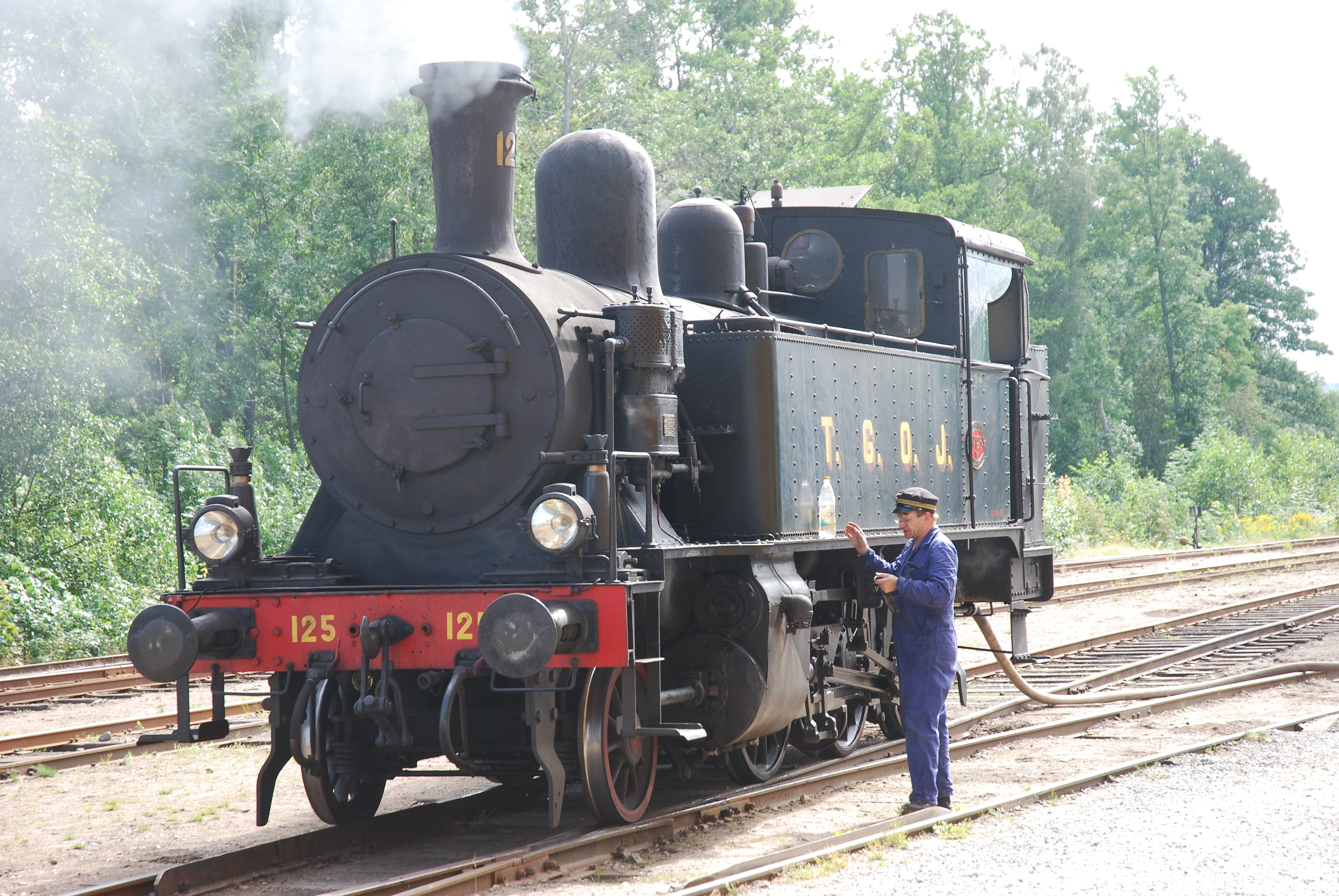
Nora Bergslags Veteran-Jernvägs ånglok TGOJ nr å125 utanför föreningens lokstallar i Nora

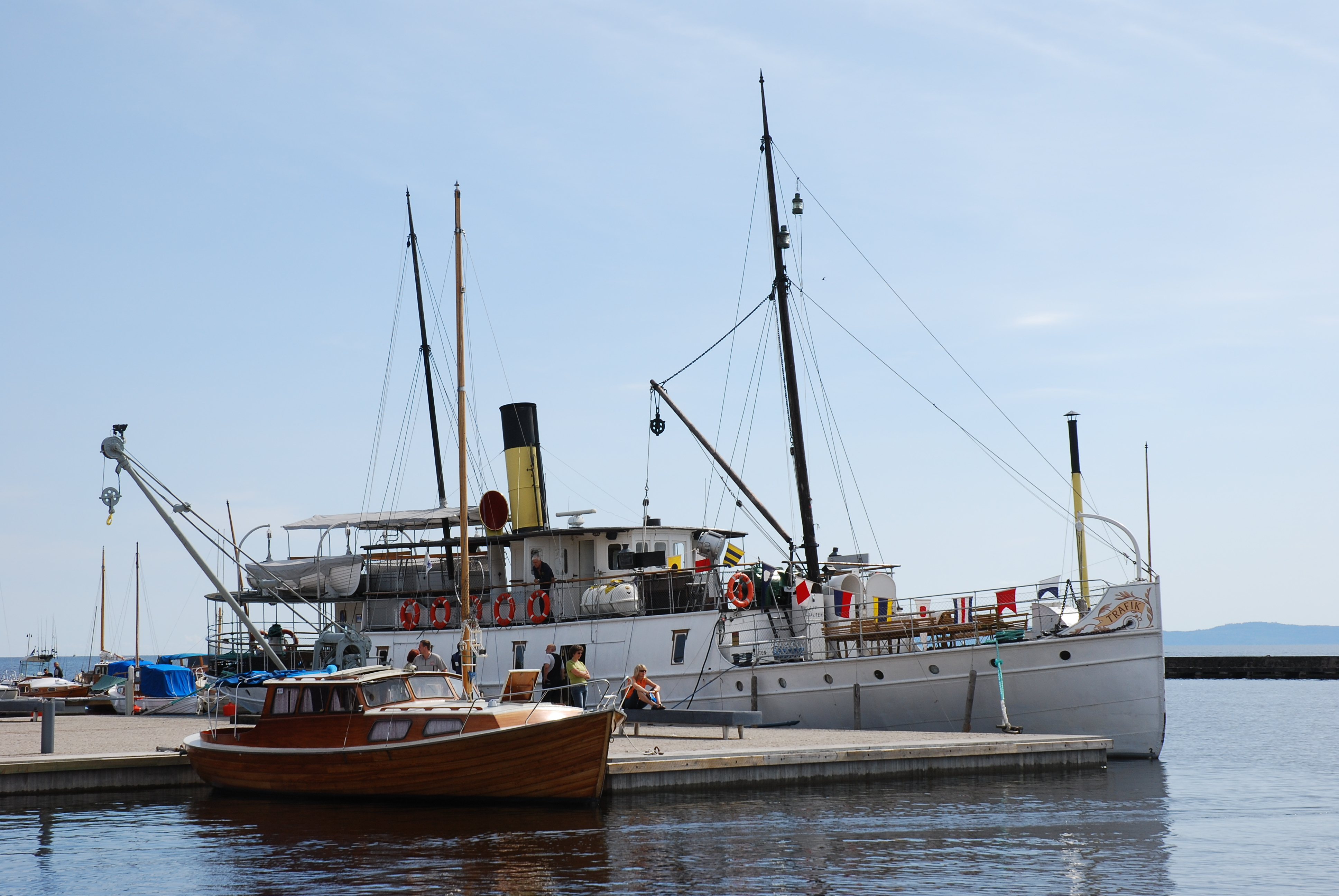
S/S Trafik, Årets arbetslivsmuseum 2013

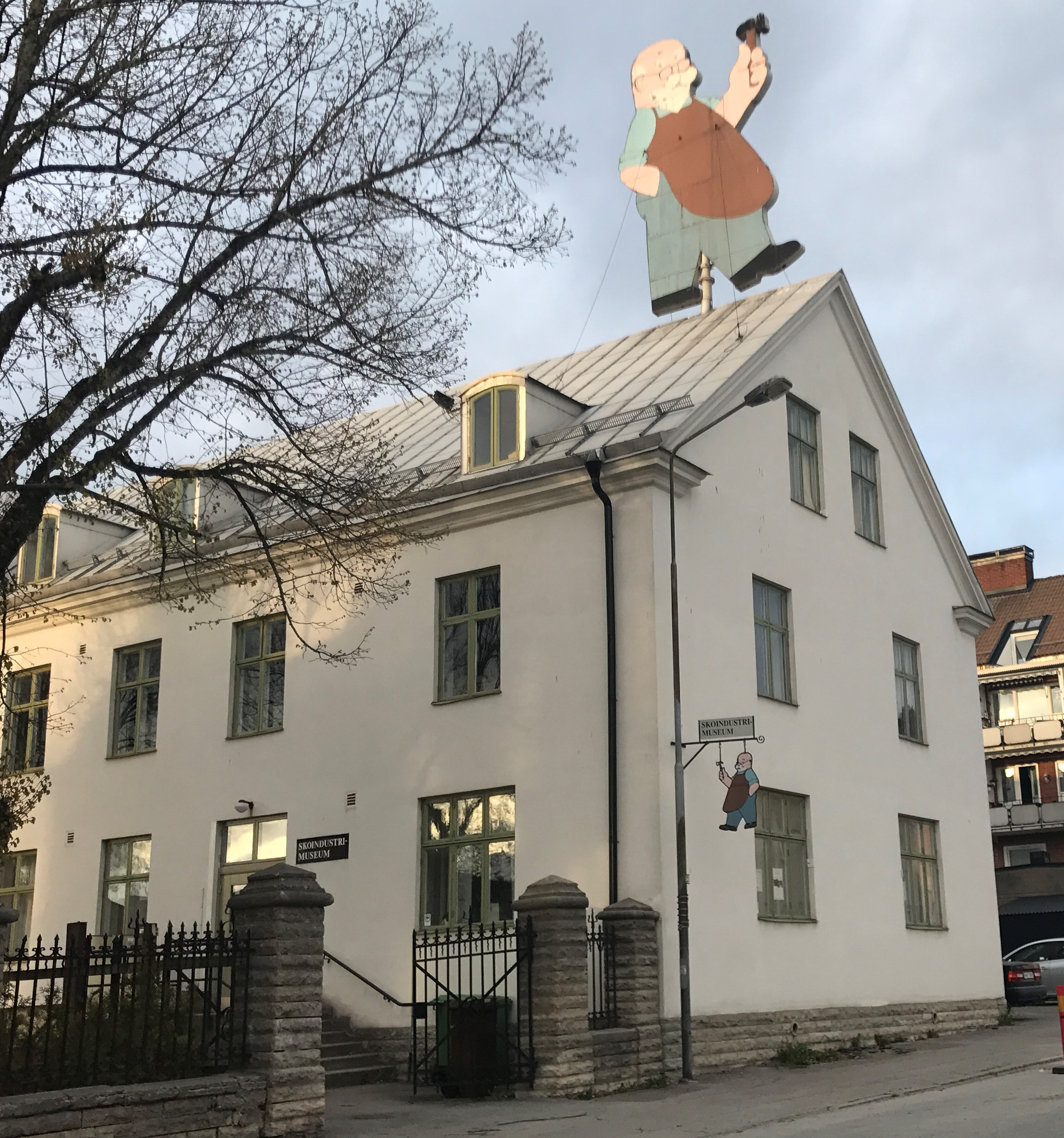
Skoindustrimuseet i Kumla.

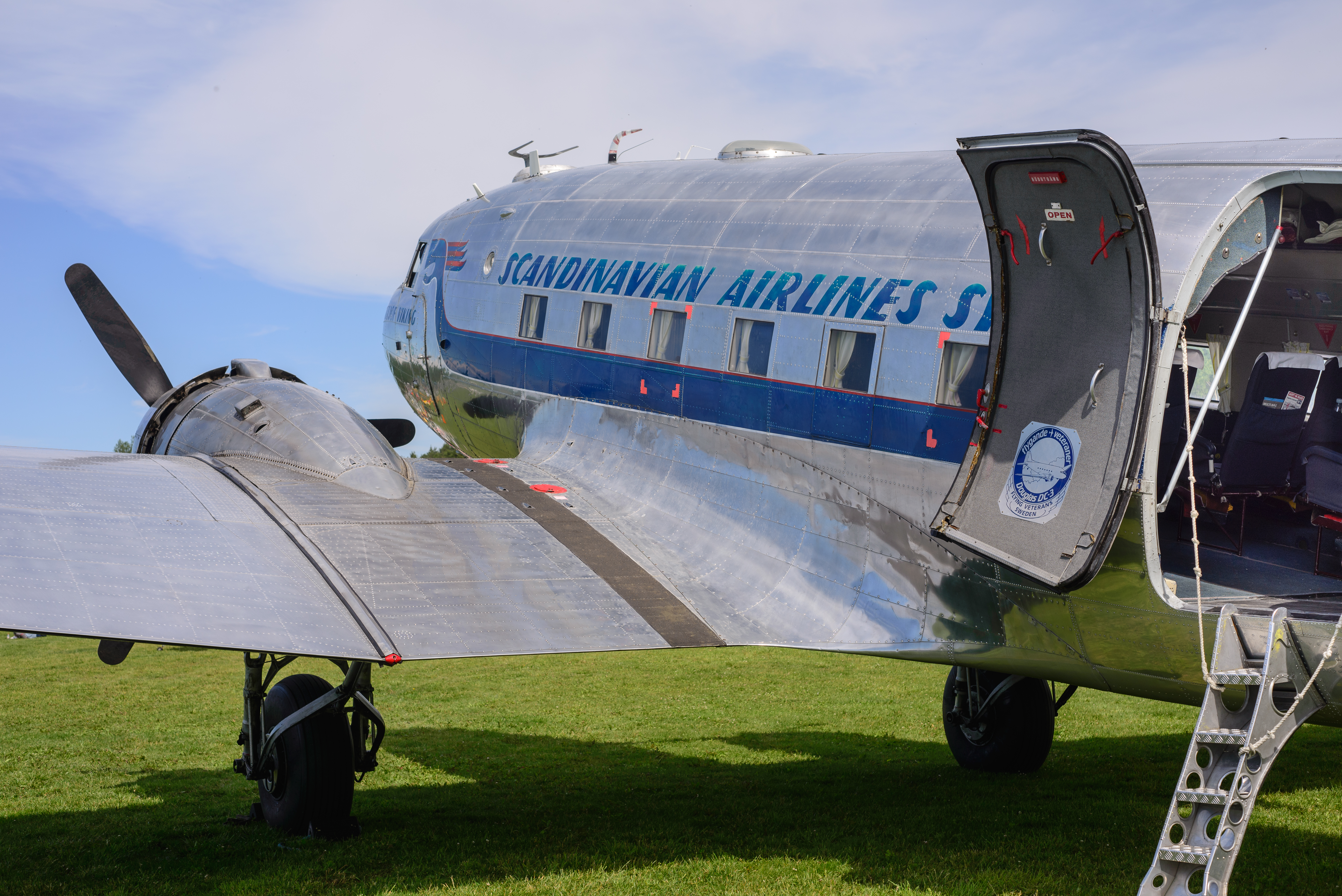
Flygande Veteraners DC3:a Daisy.

Med arbetslivsmuseum avses, i Sverige och enligt en statlig utredning där (år 2002), "sådan verksamhet som har till syfte att bevara och gestalta en arbetsplats kulturhistoriska värden, såväl fysiska som immateriella, inom privat eller offentlig sektor och som är eller avses att bli tillgänglig för allmänheten". Arbetslivsmuseerna berättar om historien genom arbete och vardag, ofta med maskiner och tekniska system i drift, men även om livet vid sidan av arbetet. På så sätt skapas ett möte mellan yrken och metoder, handlag och kunskap, människor och museiföremål. Ett försiktigt brukande är i många fall en förutsättning för bevarande av industrisamhällets kulturarv.

## Arbetslivsmuseer i Sverige
I Sverige finns cirka 1 500 arbetslivsmuseer som till större delen drivs av ideellt arbetande personal. De ideellt verksamma genomför ett arbete som kan jämföras med en folkrörelse. Museernas huvudsakliga inriktning är att ur sina olika perspektiv bevara, bruka och berätta om industrisamhällets kulturarv. Arbetslivsmuseernas samlingar är idag mycket omfattande.
Begreppet arbetslivsmuseum började användas i mitten av 1980-talet i samband med att Statens kulturråd fick uppdraget att fördela projektbidrag till lokala arbetslivsmuseer. Från och med år 2001 är det Riksantikvarieämbetet som fördelar dessa bidrag.
Arbetets museum fungerar som ett stöd till arbetslivsmuseerna och arbetar med att stötta, synliggöra och vidareutbilda dessa, bland annat genom att erbjuda kurser inom olika museirelaterade ämnen.
1998 bildades Arbetslivsmuseernas samarbetsråd.
I begreppet arbetslivsmuseum inräknas museijärnvägar, vissa äldre seglande fartyg  och Föreningen Flygande Veteraners Douglas DC 3:a Daisy.
Flertalet arbetslivsmuseer är lokala eller regionala. Bland nationella svenska museer märks Arbetets museum i Norrköping och Textilmuseet i Borås. De flesta arbetslivsmuseerna drivs ideellt, men de kan också vara kommunala eller statliga museer eller museer som drivs av föreningar, stiftelser, företag eller privatpersoner.
Arbetslivsmuseerna i Sverige samverkar i intresseorganisationen Arbetslivsmuseernas samarbetsråd (ArbetSam). De ger varje år ut en gratis museiguide.

### Årets arbetslivsmuseum
Årets arbetslivsmuseum är en svensk utmärkelse som delats ut sedan 2010 av en jury med representanter från Arbetets museum, Arbetslivsmuseernas samarbetsråd och Statens maritima och transporthistoriska museer.
- 2010 Skebobruks museum i Norrtälje kommun
- 2011 Jädraås-Tallås Järnväg, Gästrikland
- 2012 Qvarnstensgruvan Minnesfjället, Lugnås
- 2013 S/S Trafik, Hjo
- 2014 Borgquistska hattmuseet, Trelleborg
- 2016 Föreningen Gotlandståget, Järnvägsmuseet i Dalhem, Gotland
- 2017 Svenska skoindustrimuseet, Kumla
- 2018 Råbäcks mekaniska stenhuggeri, Hällekis
- 2019 The Glass Factory, Boda glasbruk
- 2020 Statarmuseet i Skåne, Bara
- 2021 Frövifors pappersbruksmuseum, Västmanland
- 2022 Karmansbo bruksmiljö, Västmanland[7]
- 2023 Loos koboltgruva, Ljusdal[8]
- 2024 K.A. Almgrens sidenväveri, Stockholm [9]
- 2025 Pythagoras industrimuseum, Norrtälje

## Arbetslivsmuseer i andra länder
Begreppet arbetslivsmuseum saknar motsvarighet i andra länder i Europa.[källa behövs]